# Stelle principali della costellazione dell'Indiano
Segue un prospetto delle stelle principali della costellazione dell'Indiano, elencate per magnitudine decrescente.